# Antroposfera
L'antroposfera è - in ecologia e nelle scienze sociali - quella parte dell'ambiente fisico creata e organizzata quale risultato dell'attività antropica, soprattutto in relazione agli edifici presenti nell'ambito degli insediamenti urbani ed alle strutture ad essi connesse.
Più in generale il termine indica l'insieme degli esseri umani e delle opere che essi hanno realizzato, includendo, oltre alle trasformazioni territoriali anche fenomeni ambientali da esso causati, come l'inquinamento, o più in generale le tecnologie da esso sviluppate, talvolta indicate con il termine tecnosfera.
Tale termine viene utilizzato soprattutto nell'ambito delle scienze ambientali per analizzare gli individui come un singolo insieme ("sfera") in modo da studiare le relazioni che tale insieme ha con le altre parti della biosfera (cioè la zoosfera e la fitosfera) e in generale con le altre "sfere" presenti sul pianeta (litosfera, idrosfera e atmosfera).